# Sanfte Tyrannei
Sanfte Tyrannei ist ein Konzept, das erstmals von Alexis de Tocqueville in seinem 1835 erschienenen Werk Demokratie in Amerika dargestellt und analysiert wurde. Es handelt sich um eine Gesellschaftsform, in der die Mehrheit der Menschen ihre Selbstbestimmung zugunsten eines Fürsorgestaates freiwillig aufgegeben haben und durch mangelnde Praxis nicht mehr fähig sind, ihre Interessen durchzusetzen. Die sanfte Tyrannei wird als Folge der individualistischen Orientierung der Menschen und ihrer Forderung nach Gleichheit beschrieben. Einzelne Bürger können über die Verwaltung und außerstaatliche Institutionen Einfluss auf die politische Entscheidungsfindung nehmen und so politische Instanzen umgehen oder beeinflussen. Im Unterschied zum klassischen Despotismus oder harter Tyrannei agiert die Regierung patriarchalisch und stellt sich als Vormund dar, der schützend über die Bevölkerung wacht. Im Unterschied zum Despotismus dient die Tyrannei immer den Herrschenden auf Kosten der Beherrschten.

## Überblick
Die sanfte Tyrannei, die sich Tocqueville vorstellte, wird als „allumfassend, sorgfältig, planmäßig, vorsorglich und behutsam“ beschrieben. Der Staat wird mit Eltern und Lehrern verglichen, die für die Bedürfnisse des Volkes sorgen und über sein Schicksal wachen, wodurch eine „geordnete, sanfte, friedliche Sklaverei“ unter einem administrativen Despotismus entsteht. In dem Maße, in dem das Ziel und die Autorität des Staates für die Befriedigung der Bedürfnisse der Menschen sorgen, ist die Ausübung der freien Handlungsfähigkeit der Menschen nicht mehr sinnvoll oder wird seltener genutzt, ihr Wille wird auf einen engeren Bereich beschränkt, was ihr Leben schließlich auf eine „ewige Kindheit“ reduziert. Nach Tocqueville liegt die Gefahr dieser Regierungsform in der Befriedigung des materiellen Wohlstands, da sie die kritischen Fähigkeiten des Einzelnen in den Schlaf versetzt. In diesem Zustand erschrecken die Menschen beim Gedanken an eine Revolution, da sie an eine Kultur des Profits, des Komforts, der Karriere und des Wohlstands gewöhnt sind. Der Konsumismus treibt dabei den kulturellen Niedergang der Gesellschaft voran.

## Tyrannei der Mehrheit
Bei der Tyrannei der Mehrheit bemerken die Menschen, die zur Mehrheit gehören, nicht, wenn die Freiheit aufgehört hat zu existieren, da ihre Meinung der Regierungsmeinung zu entsprechen scheint. Der Minderheit gelingt es dann nicht mehr, ihrer Auffassung und ihren Wünschen Gehör zu verschaffen.
Wenn ein Mann oder eine Partei in den Vereinigten Staaten Unrecht erleidet, an wen sollen sie sich wenden? An die öffentliche Meinung? Sie bildet die Mehrheit. An den Gesetzgeber? Er vertritt die Mehrheit und gehorcht ihr blind. An die Exekutive? Sie wird von der Mehrheit ernannt und dient als passives Instrument. An die Strafverfolgung? Die öffentliche Gewalt ist nichts anderes als die bewaffnete Mehrheit. An de Gerichte? Die Jurisdiktion ist mehrheitlich mit dem Recht ausgestattet, Urteile zu fällen: Die Richter selbst werden in bestimmten Staaten von der Mehrheit gewählt. Wie ungerecht oder unvernünftig die Maßnahme auch sein mag, Sie müssen sich ihr daher unterwerfen.
Tocqueville belegt diese Aussagen mit zwei Beobachtungen, einmal die Unterdrückung des Protests einer Zeitungsredaktion gegen den Krieg von 1812, außerdem durch die Paradoxie des Rassismus, insofern in den USA allen Menschen dasselbe Wahlrecht zugesprochen wird, aber dieselbe Mehrheit, die dieses Recht gesetzt hat, die Anwendung des Rechts verhindert.

## Ursache von Revolutionen
Sanfte Tyrannei wird von Historikern oft als treibende Kraft hinter vielen Aufständen genannt. Der offensichtlichste Bereich, in dem sich die sanfte Tyrannei auf die Menschen auswirkt, ist ihre steuerliche Situation. Die Preiskontrolle wird in der Regel als ein gemeinsames Merkmal kommunistischer Gesellschaften angesehen; sie steht jedoch nicht nur in direktem Zusammenhang mit Rebellion, sondern auch mit sanfter Tyrannei. Als beispielsweise die Grundherrenrechte wie Grundsteuern und Wegezölle Mitte des 18. Jahrhunderts die französische Bauernschaft ernsthaft zu verärgern begannen, kam es in der Folge zu Gewalt in Form von Aufständen. Der Preis für Brot, das ein Grundnahrungsmittel der Bauern war, stieg so stark an, dass die einfachen Bauern es sich nicht mehr leisten konnten, es täglich zu kaufen. Diese Bedingungen, die zu zivilen Unruhen führen können, veranschaulichen eine Form der sanften Tyrannei, die eine ganze sozioökonomische Ordnung leise stören und schließlich auflösen kann.